# Salomé (poème)
Pour les articles homonymes, voir Salomé.
 (décembre 2023).
Si vous disposez d'ouvrages ou d'articles de référence ou si vous connaissez des sites web de qualité traitant du thème abordé ici, merci de compléter l'article en donnant les références utiles à sa vérifiabilité et en les liant à la section « Notes et références ».
Salomé est un poème de Guillaume Apollinaire publié en 1913 dans son célèbre recueil Alcools. Apollinaire réactualise le mythe de Salomé de manière originale. La danseuse regrette et exprime des sentiments envers Jean Baptiste. Le poète s’inscrit dans les pas de Mallarmé et d’Oscar Wilde. La bizarrerie atteint son paroxysme à la fin du texte quand Salomé invite dans la joie les autres personnages du poème à enterrer la tête (de Jean Baptiste) et à danser sur sa tombe.